# Nebo (Gal·les)
Nebo és un poblet que pertany al districte censal de Llanllyfni, en el comtat de Gwynedd, a Gal·les. Per dessobre el poble, en un turó a 297 m d'alçada, s'alça des dels anys seixanta una antena repetidora de ràdio i televisió que cobreix no tan sols la majoria de la vall de Nantlle (Dyffryn Nantlle), sinó la península de Llŷn, la comarca de Eifionydd i la part costanera d'Ardudwy.
Nebo és una petita zona residencial, amb una escola primària amb uns vint-i-cinc alumnes, compartida amb el llogarret veí de Nasareth (oberta el 1873 i actualment amenaçada de tancament). L'església (1861-1981) i l'oficina de correus s'han tancat modernament i els locals han estat dedicats a altres menesters. L'àrea de jocs i el camp de futbol permeten celebrar els actes de l'escola i del poble, i un club juvenil es reuneix en la Sala Comunitària sobre l'escola. La població és majoritàriament gal·loparlant.
El poble és un dels punts d'accés per fer excursions a la serra de Nantlle, situada a poca distància al sud-est. Un servei d'autobús uneix Nebo amb Caernarfon. El codi postal és el LL54, i el prefix telefònic, el 1286.